# 아부다비 증권거래소
아부다비 증권거래소(아랍어: سوق أبو ظبي للأوراق المالية)은 아랍에미리트 아부다비의 증권거래소이다. 2000년 11월 15일 아랍에미리트 기업들의 주식을 거래하기 위해 설립되었다.
아부다비 증권거래소는 유로-아시아 증권거래소 연맹의 회원이다.

## 같이 보기
- 두바이 금융시장